# Varga László (gépészmérnök, 1891–1950)
Varga László (Budapest, 1891. november 23. – Budapest, 1950. február 4.) gépészmérnök, a MÁV elnöke 1945-1950 között. Az ÁVH koholt vádak alapján elfogta, majd koncepciós perben halálra ítélték és kivégezték. Sírja a Rákoskeresztúri köztemető 298. parcella 20. sor 5. kopjafánál található. Emlékezetét őrzi a BVmot-001 pályaszámú "Samu" motorvonat, amelyet róla neveztek el.

## Élete
Gépészmérnöki oklevelét 1915. június 19-én szerezte meg a Budapesti Műszaki Egyetemen. A MÁV Istvántelki Főműhelyében 1915. augusztus 23-ától alkalmazták havidíjas mérnökként.
Mérnöki kinevezést 1915. november 1-jétől kapott. Főmérnökké 1922. november 1-jén léptették elő. Az Igazgatóság Gépészeti Főosztályára 1929. október 14-étől helyezték át, majd 1931. május 14-étől szolgálati érdekből a szolnoki műhely főnökévé nevezték ki.
Később az Igazgatóságon főnökhelyettesnek rendelték műszaki tanácsosi kinevezéssel. Ugyanott 1936. február 1-jétől műszaki főtanácsos és osztályfőnöki kinevezést kapott. Ezt követően 1936. november 9-étől a Debreceni Üzletvezetőséghez nevezték ki üzletigazgató-helyettesnek, innen pedig 1937. május 21-étől hasonló beosztásba a Budapesti Üzletvezetőséghez helyezték át. Üzletigazgatónak nevezték ki előbb Budapestre, majd Szombathelyre, ezután 1944. január 1-jétől ismét Budapestre. A MÁV igazgatójává 1945. június 18-ától nevezték ki.

## A MÁV élén
A MÁV élére még a koalíciós években állították, de később már egyre erőteljesebben jelentkezett a kommunista terror. A minisztérium vezetői mind gyakrabban beavatkoztak a vállalat vezetésébe, pedig Varga László elnökigazgatósága alatt tovább folyt a vasút újjáépítése.
A hazai mozdonyállomány a második világháború után katasztrofális helyzetben volt, igen nagy részét külföldre hurcolták, és az itthon maradt járművek jó része is elavult, kis teljesítményű mozdony volt. Mindenképpen szükség volt nagy mennyiségű, megfelelő teljesítőképességű mozdonyok beszerzésére. A Szovjetunió felajánlotta ugyan, hogy a nála lévő rengeteg német hadizsákmány mozdonyok egy részét a MÁV megvásárolhatja, azonban rendkívül kedvező ajánlatot adott az UNRRA is a feleslegessé vált, az USA-ban hadicélokra gyártott USATC S160-asok egy részének megvételére. Szó volt egy szintén amerikai eredetű, az SNCF 140 G sorozatú mozdonyának megvételéről is, azonban végül a sokkal fiatalabb S160-asokra esett a választás.
Valószínűsíthető, hogy a szovjetek ajánlatát elutasító döntés következménye volt később Varga László MÁV-elnök letartóztatása, koncepciós pere és kivégzése is.
Az S160-asokból végül a MÁV 510 darabot vásárolt meg darabonként 10 000 dollár körüli egységáron (kb. 26 fillér/kg), az amerikai kormány 150 millió dolláros árukölcsöne terhére (melyek közül az elsők 1947 májusában érkeztek, és idővel 411-es sorozatjelet kaptak).

Többek között emiatt is tovább éleződött az ellentét Bebrits Lajos államtitkár és Varga László között. Bár a MÁV terveit messzemenően teljesítette, az elismerés a MÁV elnök-vezérigazgatója helyett a minisztérium vezetőinek jutott.
Az újjáépítés eredményeként 1948-ban már 1271 gőzmozdony, 19 villamosmozdony, 60 motorkocsi, az Árpád sínautóbusz, 2700 személy- és 40 000 teherkocsi állt a vasút szolgálatában.
A MÁV Szimfonikus Zenekart 1945-ben a második világháború végnapjaiban alapította, azzal a céllal, hogy a vasút kultúrát is szállítson. Meggyőződése volt ugyanis, hogy a békekötés után nem csak építőanyagra és élelmiszerre lesz szükség, hanem a háború okozta lelki sebek orvoslására is.
Az Államvédelmi Hatóság nyomozói 1949. február 16-án a késő esti órákban elvitték Varga Lászlót lakásáról, és őrizetbe vették. A Katonai Bíróságon másokkal együtt koncepciós perben halálra ítélték, majd 1950. február 4-én kivégezték.